# Alfred North Whitehead

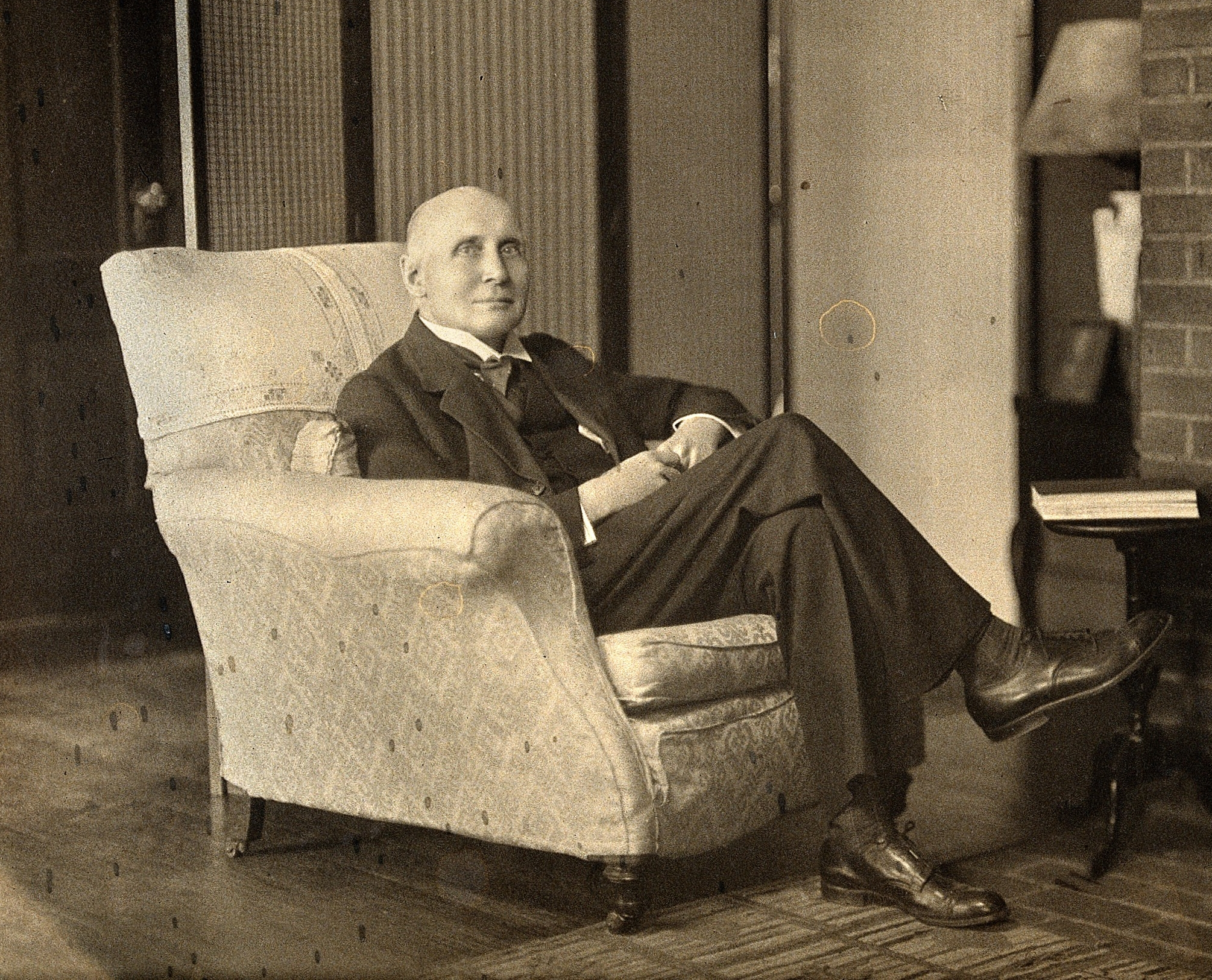
Alfred North Whitehead

Alfred North Whitehead OM (* 15. Februar 1861 in Ramsgate; † 30. Dezember 1947 in Cambridge, Massachusetts) war ein britischer Philosoph und Mathematiker.
Bekannt wurde Alfred Whitehead durch das Standardwerk „Principia Mathematica“ über Logik, das er zusammen mit seinem langjährigen Schüler und Freund Bertrand Russell zwischen 1910 und 1913 in drei Bänden veröffentlichte. Es stellt den Versuch dar, im Sinne des logizistischen Programmes alle wahren mathematischen Aussagen und Beweise auf eine symbolische Logik zurückzuführen. Obwohl ein geplanter vierter Band nicht mehr veröffentlicht wurde und die Frage, ob der Versuch selbst erfolgreich war, weiterhin kontrovers diskutiert wird, wurde „Principia Mathematica“ zu einem der einflussreichsten Bücher in der Geschichte der Mathematik und Logik.
In seiner Londoner Zeit von 1911 bis 1924 machte Whitehead sich einen Namen als Naturphilosoph, als Wissenschaftstheoretiker, als Kritiker der Ausbildung an Großbritanniens Universitäten und als Autor mehrerer Bücher über Erziehung.
Nach seiner Berufung an die Harvard University im Jahr 1924 konnte er sich ganz der weiteren Ausarbeitung seiner prozessphilosophischen Metaphysik widmen. Als sein philosophisches Hauptwerk gilt „Process and Reality“ (1929), in dem er seiner „Philosophy of Organism“ die Form gab, die später auch zur Grundlage der Prozesstheologie wurde. Darin strukturiert er auf der Grundlage der Rationalität und Kohärenz die Wirklichkeit als einen Organismus, der sich in elementaren Ereignissen vollzieht und sich in einer evolutionären Entwicklung befindet. Obwohl die philosophische Sekundärliteratur zu Whitehead umfangreich ist, ist der Einfluss seiner Metaphysik auf die akademische Philosophie bis heute bescheiden geblieben.

## Familie, Schule und Studium
Alfred North Whitehead wurde 1861 in Ramsgate, einer kleinen Hafenstadt im Südosten Englands, geboren. Er war das jüngste der vier Kinder von Alfred Whitehead, einem anglikanischen Pfarrer, und Maria Sarah Buckmaster, einer Tochter eines wohlhabenden Kaufmanns. Sein Vater unterrichtete ihn bis zum Alter von 14 Jahren zu Hause, da Alfreds Gesundheitszustand von den Eltern als zu schwach für den Besuch einer öffentlichen Schule und der damit verbundenen körperlichen Aktivität eingeschätzt wurde. Vom September 1875 an wurde er vier Jahre an der Sherbourne Independent School in Dorset unterrichtet, wo sich sein herausragendes mathematisches Talent zeigte. 1879 erhielt Whitehead ein Stipendium für das Trinity College in Cambridge und begann dort 1880 mit dem Studium der Mathematik. Am Trinity College besuchte er unter anderem Vorlesungen von James Whitbread Lee Glaisher, Arthur Cayley und George Gabriel Stokes. Bei den „Tripos“ (den nicht nur für eine mathematische Karriere entscheidenden schriftlichen, sehr kompetitiv angelegten Mathematik-Prüfungen in Cambridge) 1883/84, auf die er sich mit Edward Routh vorbereitete, wurde er Viertbester.

## Cambridge

### Beginn der Karriere
1884 wurde Whitehead Fellow und Assistant Lecturer und später (1888) Lecturer in Cambridge, obwohl er kaum publizierte. Ebenfalls 1884 wurde er in den Debattierclub der Cambridge Apostles aufgenommen. Hier lernte er Persönlichkeiten wie Moore, Keynes und McTaggart kennen, auch sein Interesse an Philosophie, Theologie und weiteren Wissenschaften wurde geweckt und entwickelt. 1884 schrieb Whitehead seine Examensarbeit über Maxwells Theorie der Elektrodynamik. Während eines Freisemesters 1885 reiste er nach Deutschland, um bei Felix Klein Mathematikvorlesungen zu besuchen.
1890 heiratete Whitehead Evelyn Willoughby Wade, die aus einer adligen Familie stammte und in Frankreich erzogen worden war. Das Paar hatte drei Kinder, zwei Söhne, Thomas North und Eric Alfred, sowie eine Tochter, Jessie Marie. Der jüngere der beiden Söhne, Eric Alfred Whitehead, fiel 1918 im Ersten Weltkrieg bei einem Patrouillenflug in Frankreich im Rang eines Leutnants der Royal Air Force. Die Ehe, die bis zu seinem Tod Bestand hatte, war von Beginn an eine große Bereicherung für Whiteheads Denken. Insbesondere das Interesse seiner Frau für Ästhetik inspirierte ihn, diese Aspekte in seine grundlegenden Reflexionen über die Natur einzubeziehen.
Obwohl Alfred North Whitehead durch die Familie und Erziehung in der anglikanischen Kirche beheimatet war, begann er 1890 eine mehrjährige Auseinandersetzung mit den Lehren der römisch-katholischen Kirche. Angeregt und beeinflusst wurde dieses Interesse durch seine Frau und die Schriften von John Henry Newman. Diese Zeit endete nach einer Dekade mit der Feststellung Whiteheads, dass er nun eine agnostische Haltung gegenüber den Religionen eingenommen habe, nach eigenen Worten beeinflusst durch den raschen Fortschritt in der Physik und die damit verbundene Abkehr vom Newtonschen Weltbild.

### Principia Mathematica

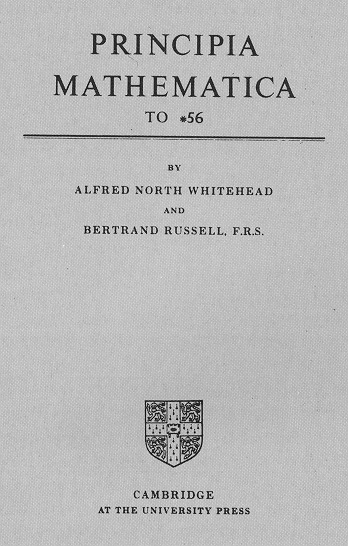
Titelseite der Principia Mathematica

Ab 1891 arbeitete er an dem Werk „Treatise on Universal Algebra“, einer sehr ambitionierten Arbeit über vergleichende Untersuchungen rein symbolisch basierter Beweisführungen, die allerdings erst 1898 erschien. Aufgrund des Treatise wurde Whitehead 1903 in die Royal Society gewählt. Ab 1890 war Whitehead auch der Lehrer von Bertrand Russell, nachdem dieser in Cambridge sein Studium begann. Ihre Zusammenarbeit an den „Principia Mathematica“ begann wahrscheinlich Ende 1901 oder Anfang 1902. Anlass war ihr Besuch des Internationalen Mathematikkongresses in Paris 1900, wo sie die Arbeit von Giuseppe Peano über die Grundlagen der Mathematik kennenlernten. Whitehead und Russel wurden in der Folge auch privat gute Freunde. Russell führte Peanos Ansätze mit der herausragenden Veröffentlichung „Principles of Mathematics“ (1903) fort. Schon diesem Werk liegt der Anspruch zugrunde, die Logik als das fundamentale Prinzip der Mathematik darzustellen. Mit den „Principia Mathematica“ sollte dann gezeigt werden, dass die gesamte Arithmetik auf einen Satz aus Axiomen und Schlussregeln zurückgeführt werden kann, der direkt aus der Logik ableitbar ist. Damit führten die Autoren die grundlegenden Fortschritte der Mathematik und Logik durch George Boole, Charles S. Peirce, Gottlob Frege, Hermann Graßmann und anderen aus der zweiten Hälfte des 19. Jahrhunderts weiter. Die Arbeit an den „Principia Mathematica“ führte beide an ihre physischen und psychischen Grenzen und nahm sie bis zur Veröffentlichung des ersten Bandes 1910 stark in Anspruch. Um die drei Bände letztlich beim Verlag Cambridge University Press zu veröffentlichen, mussten Whitehead und Russel jeweils 50 Pfund aus eigener Tasche beisteuern. Whitehead gab für diese Zusammenarbeit die Beschäftigung mit dem geplanten zweiten Band seiner Universellen Algebra auf.
Trotz seiner Arbeit an „Principia Mathematica“ machte Whitehead in Cambridge keine typische Mathematikerkarriere. Sein Interesse blieb auf die Erfassung und Ausarbeitung der Grundlagen der Logik und Mathematik gerichtet. Einige seiner wenigen Veröffentlichungen in dieser Zeit sind „On Mathematical Concepts of the Material World“ (1905), „Axioms of Projective Geometry“ (1907) und „Axioms of Descriptive Geometry“ (1907). 1911 veröffentlichte Whitehead eine an die breite Leserschaft gerichtete Einführung in die Mathematik („An Introduction to Mathematics“), die weithin populär wurde und auch heute noch als eines der besten Bücher seiner Art gilt.

## London

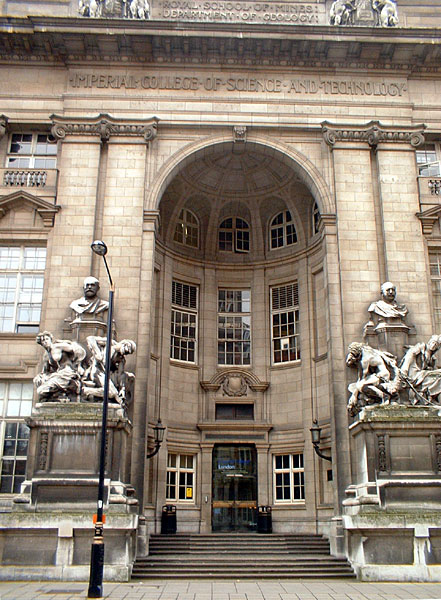
Eingangsportal des Imperial College, London

1910 gab Whitehead seine Position in Cambridge auf und ging ohne die Aussicht auf eine konkrete Anstellung nach London. Äußerlicher Anlass war der Verlust der Fellowship seines Freundes und Kollegen Andrew Russell Forsyth. Ein Jahr später erhielt er eine Berufung als Lehrbeauftragter für reine Mathematik an das University College London und 1914 eine Professur für Angewandte Mathematik (damals nicht unterschieden vom Fach Physik) am Imperial College of Science.

### Theorie der Erziehung
In seiner Londoner Zeit nahm Whitehead mehrere Stellen in der akademischen Administration an, unter anderem als Dekan der naturwissenschaftlichen Fakultät, als Mitglied verschiedener Kommissionen zur Reform der universitären Ausbildung und als Senatsmitglied der University of London. Hier versuchte er seine Kritik an den zu konservativen universitären Institutionen praktisch umzusetzen.
In „The Aims of Education and Other Essays“ fasste er 1916 seine Forderungen an eine erfolgreiche Erziehung und Ausbildung zusammen. Kreativität und Genauigkeit oder Freiheit und Disziplin werden hier für Whitehead nicht nur die grundlegenden Elemente seiner Philosophie und die Ideale der Arbeitsweise in der Mathematik, sondern auch die allgemeinen Erziehungsideale eines Menschen. Erziehung sollte keine Vermittlung starrer Ideale und Inhalte sein, sondern den Menschen zur Selbstentwicklung stimulieren. Sie ist dann erfolgreich, wenn sie zu einer intensivierten Wahrnehmung der Gegenwart führt. Die Folge ist im idealen Fall die Entwicklung eines eigenen „geistigen Stiles“, der „höchsten Moralität des Geistes“, ein ästhetischer Wert, der allen Erfahrungsprozessen ihren Sinn verleiht und sich weiterhin in einer „Bewunderung“ für das direkte Erreichen eines Zieles ohne Überflüssigkeiten ausdrückt.

### Die Anfänge der Naturphilosophie

Titelblatt der ersten naturphilosophischen Schrift Whiteheads: Enquiry concerning the Principles of Natural Knowledge

Whitehead, der nie eine Vorlesung in Philosophie besucht hatte, begann nun nach und nach seine Vorstellungen von einer naturphilosophischen Grundlegung zu veröffentlichen. Sein lebenslanges Leitmotiv war dabei die Ausarbeitung einer Systematik der grundlegenden Elemente der Wirklichkeit, die er mithilfe einer kreativen spekulativen Philosophie formuliert, aber auch an den Kriterien der Logik und Kohärenz ständig überprüft hat.

„Spekulative Philosophie ist das Bemühen, ein kohärentes, logisches und notwendiges System allgemeiner Ideen zu entwerfen, auf dessen Grundlage jedes Element unserer Erfahrung interpretiert werden kann.“

Am Beginn seiner Überlegungen standen häufig fundamentale philosophische Probleme aus der Theorie und Praxis der Logik, Mathematik und Physik.

#### Geometrie und Logik
Seit der griechischen Antike galt die euklidische Geometrie als Inbegriff für die Fähigkeit des Menschen, die Natur des Raumes in allgemeinen Gesetzmäßigkeiten zu begreifen. Dieses Wissen schien sogar a priori, also vor und unabhängig von jeder Erfahrung, möglich zu sein. Nach dem Aufkommen alternativer Geometrien im 19. Jahrhundert konnte dagegen keine Geometrie mehr beanspruchen, den wirklichen Raum zu beschreiben. Da aber die Einsteinsche Relativitätstheorie die Riemannsche Geometrie voraussetzt, folgerte Whitehead, dass es nicht entscheidbar ist, welche Geometrie den Raum tatsächlich beschreibt. Ebenso hat sich die Unumstößlichkeit der aristotelischen „klassischen Logik“ als Abbild der Wirklichkeit infolge der Fortschritte der Logik als trügerisch erwiesen. Dies führte nach Whiteheads Ansicht gar in eine Krise der Vernunft. Beide Erkenntnisse erschüttern demnach unsere Vorstellung, die Natur mit Hilfe unserer Alltagserfahrung zu verstehen.

#### Raum, Zeit und Materie
Grundlage der wissenschaftlichen Begrifflichkeit in der Newtonschen Physik und dem zugrunde liegenden Naturschema bilden die jeweils voneinander unabhängigen Kategorien „Raum“, „Zeit“ und „Materie“. Raum und Zeit sind bei Newton wie ein Behälter, in dem jedes Materieteil einen bestimmten Platz hat. Diese mechanistische Naturauffassung ist für Whitehead jedoch generell ungeeignet, um Veränderungen darzustellen. So müsste beispielsweise jede Richtungsänderung eines (theoretisch unendlich harten) Körpers in der klassischen Mechanik mit unendlich hoher Geschwindigkeit erfolgen. Die Anwendung dieses Schemas in der Physik führt nach Whitehead zum „Trugschluss der unangebrachten Konkretisierung“ („Fallacy of misplaced concreteness“). Er argumentiert dabei, dass sich die scheinbar eindeutige Zuordnung von sehr abstrakten und vereinfachenden Begriffen zu umfassenden Beschreibungen der Wirklichkeit nicht mit unseren unmittelbaren Erfahrungen deckt, denn wir brauchen immer eine konkrete Gesamtheit, um daraus ein Teil zu isolieren. Ein Teilproblem davon ist der „Trugschluss einfacher Lokalisierung“ („fallacy of simple location“). Die Zuweisung eines Raumpunktes zu einer bestimmten Form Materie setzt die Unabhängigkeit beider Kategorien voraus. Dies führt aber nach Whitehead unweigerlich in Widersprüche. Dasselbe gilt für die Beziehung zwischen Zeit und Materie. So muss Vergangenes in der Gegenwart anwesend sein, damit wir Erinnerung besitzen können, die ja mit der materiellen Form korrespondiert. Ebenso wird der Materie eine „instantane Existenz“ zugesprochen, also eine nicht-zeitliche Präsenz, die für Whitehead jeder Erfahrung widerspricht, die Existenz nur anhand einer Dauer vermittelt.

#### Kritik am Substanzmaterialismus
Die Substanzmetaphysik seit Aristoteles beruht nach Ansicht Whiteheads auf einer zu starken Orientierung des Denkens und der Philosophie an der Subjekt-Prädikat-Struktur der Alltagssprache. Dinge, die lange andauern, halten wir nach Whitehead für realer als Dinge, die nur kurz in unserem Bewusstsein auftauchen. Da aber jede Wahrnehmung, jede Messung und jedes Ereignis „andauert“, sind für Whitehead die Geschehnisse selbst und nicht die Dinge oder die Tatsachen (wie nach Wittgensteins Ontologie im Tractatus) die eigentlichen Grundbausteine der Realität. Die gewöhnliche, substanzmaterialistische Sicht ist, dass wir ein Geschehen immer an einer Substanz festmachen, „mit“ der etwas geschieht. Die Trennung der Substanzen „Materie“ und „Geist“ im cartesianischen Dualismus lehnt Whitehead strikt ab. Nichts in unserer Erfahrung, so schreibt er, bestehe ausschließlich aus Materie oder ausschließlich aus Geist. Whitehead erkennt allerdings die Unterschiede zwischen Materie und Geist an und versucht nicht, sie in einem neutralen Monismus aufzuheben. In seiner späteren Metaphysik bilden die Bereiche Materie und Geist die „Pole“ der „wirklichen Ereignisse“, die dann die grundlegenden Bausteine der Wirklichkeit sind.

### Wirkliche Ereignisse
1920 legte Whitehead in „The concept of Nature“ einen naturphilosophischen Ansatz vor, dessen grundlegender Terminus zur Bezeichnung dieser Grundbausteine das „wirkliche Ereignis“ („actual entity“, auch „wirkliches Einzelwesen“) ist. Das Ereignis ist das, was immer Teil der Realität ist, die substanzmaterialistischen Kategorien von Subjektivität und Objektivität oder von Wirklichkeit und Erscheinung spielen dafür keine Rolle. Ebenso vermeidet Whitehead so die Suche nach einer Seelensubstanz oder die Bestimmung des „Wesens der Materie“, die viele Ontologien bestimmt. Wirkliche Einzelwesen sind atomar, ihren Aspekten und Eigenschaften kann keine eigenständige Existenz zukommen. Das konkrete Bewusstsein eines Menschen in einem Augenblick ist ein wirkliches Einzelwesen, ebenso wie „der trivialste Hauch von Sein im weit entlegenen leeren Raum“ („Prozess und Realität“, S. 58) und letztlich ebenso Gott. Ihr Sein ist ein Prozess des Werdens, ihre Bestimmung ist im höchsten Maße von den Beziehungen zu letztlich allen anderen wirklichen Einzelwesen abhängig.
Das scheinbare Andauern der Dinge leitet sich aus der ständigen Wiederholung der Ereignisse ab, die diese Dinge zum Inhalt haben. Dinge, die nur eine einzige mögliche Bestimmung haben, können sich nicht verändern und dauern somit ewig an. Diese nennt Whitehead „ewige Objekte“ („eternal objects“) oder „reine Möglichkeiten“ („pure potentials“). Zusammen mit dem Begriff der „Erfassung“ („prehensions“) bilden sie das Herzstück der späteren Metaphysik Whiteheads.
Die Elemente der traditionellen Naturauffassung wie „Raum“ werden darauf aufbauend als Phänomen verstanden und konstruiert. „Dauer“, „Relationalität“ und „Bedeutung“ sind so keine nachträglich in den Naturwissenschaften konstruierte Begriffe, sondern werden bei Whitehead zu den Grundelementen der Naturauffassung. Ist nach der traditionellen Auffassung die Materie das Reale und die Veränderungen Erscheinungen daran, so wird die passive, unveränderliche Materie bei Whitehead zur Erscheinung der natürlichen Realität, die durch Ereignisse und Veränderungen bestimmt wird. Prägend für die Erscheinung der Dinglichkeit ist demnach eine ständige Wiederholung der Ereignisse; die Täuschung ist die Annahme der selbstständigen Existenz eines Dinges, das Reale ist das Ereignis. So ist beispielsweise die Messung des Atomgewichtes eines Bleiatomes ein einmaliges, reales Ereignis. Erst die Wiederholung dieses Ereignisses führt zur Annahme eines eigenständigen Objektes „Blei“ samt seiner Eigenschaft „Gewicht“. Beides sind konstruierte Abstraktionen und haben für Whitehead keine Entsprechung in der grundlegenden Realität der Natur.

„[…] Raum, Zeit und Materie sind Attribute der Ereignisse. Nach der alten Theorie der Relativität sind Raum und Zeit Relationen zwischen Materiepartikeln; nach unserer Theorie sind sie Relationen zwischen Ereignissen.“

Wie Whitehead einräumt, besitzen wir noch keine wissenschaftliche Methode oder auch nur ein Prinzip zur Bestimmung der aktuellen – und notwendigerweise endlichen – Anzahl und Dauer wirklicher Ereignisse. Er sieht die Mathematik aber erst am Anfang ihrer Entwicklung und macht sich deshalb um diesen Umstand keine weiteren Gedanken.

### Methode der extensiven Abstraktion
In „Enquiry concerning the Principles of Natural Knowledge“ (1919) stellte Whitehead seine Methode der „extensiven Abstraktion“ vor. Scheinbar einfache Grundelemente der euklidischen Geometrie, aber auch der mathematischen Physik wie ein Punkt, sind für Whitehead reine Abstraktionen. Um diese aus den wirklichen Elementen der Erfahrung abzuleiten, formuliert er eine Relation des „Ausgedehntseins-über“. Eine Menge von Ereignissen kann so zu einer komplexen Klasse zusammengestellt werden, die in einer Art Intervallschachtelung gegen das geometrische Element, ähnlich den russischen Puppen, konvergiert. Die Methode der extensiven Abstraktion ist später von Alfred Tarski erweitert worden und heute unter dem Namen „Point-free geometry“ bekannt.

### Wissenschaftstheorie und Wissenschaftsgeschichte
Whitehead untersucht die Wissenschaft als Teil des Lebensprozesses und ihre Methode der Erkenntnisgewinnung im Hinblick auf ihre naturphilosophische Deutung. Er kommt in seinen wissenschaftshistorischen Betrachtungen teilweise zu ähnlichen Ergebnissen wie später Paul Feyerabend und Kuhn, bewertet sie aber anders. Auch in den Wissenschaften gibt es nach Whitehead ähnlich wie in der Politik konservative und revolutionäre Tendenzen; Wissenschaft als ein rein nach Wahrheit und Erkenntnisgewinn strebendes Unternehmen zu sehen, ist in seinen Augen viel zu naiv. Wenn die konservativen, obskuranten, auf ihr Überleben eingestellten Wissenschaftsstrukturen die Oberhand gewinnen, wird alles Neue, das nicht in das Schema passt, als irrelevant eingestuft. So steht jede wissenschaftliche Methode in einer „Lebensphase“. Am Anfang werden Erfahrungen integriert, die vorher ignoriert wurden, dann folgt die Systematisierung (bei Kuhn: „normal science“) und die Endphase, in der nur noch über Nebensächliches diskutiert wird und die eigentlichen inhaltlichen Fragen nicht mehr behandelt werden. Die Relevanz neuer Erkenntnisziele wird geleugnet und die alte Methodik wird um ihrer selbst willen erhalten. Dem entgegen stellt Whitehead eine „methodisch kontrollierte Spekulation“, die einerseits vor Scharlatanerie und andererseits vor Obskurantismus schützen soll. Die Methode ist allgemein die Logik und die Mathematik.
Der Obskurantismus der modernen Wissenschaft besteht für Whitehead vor allem in der widersinnigen Leugnung der Zweckmäßigkeit der Natur. So fragt Whitehead zugespitzt: Welchen Zweck verfolgt ein Naturwissenschaftler, der die Zweckmäßigkeit in der Natur leugnet? Die Zweckmäßigkeit einer Erkenntnisgewinnung, die per Definition über eine Erhaltung hinaus auf Neues gerichtet ist, müsse somit außerhalb einer Natur liegen, die selbst keiner Zweckmäßigkeit unterliegt.

## Harvard

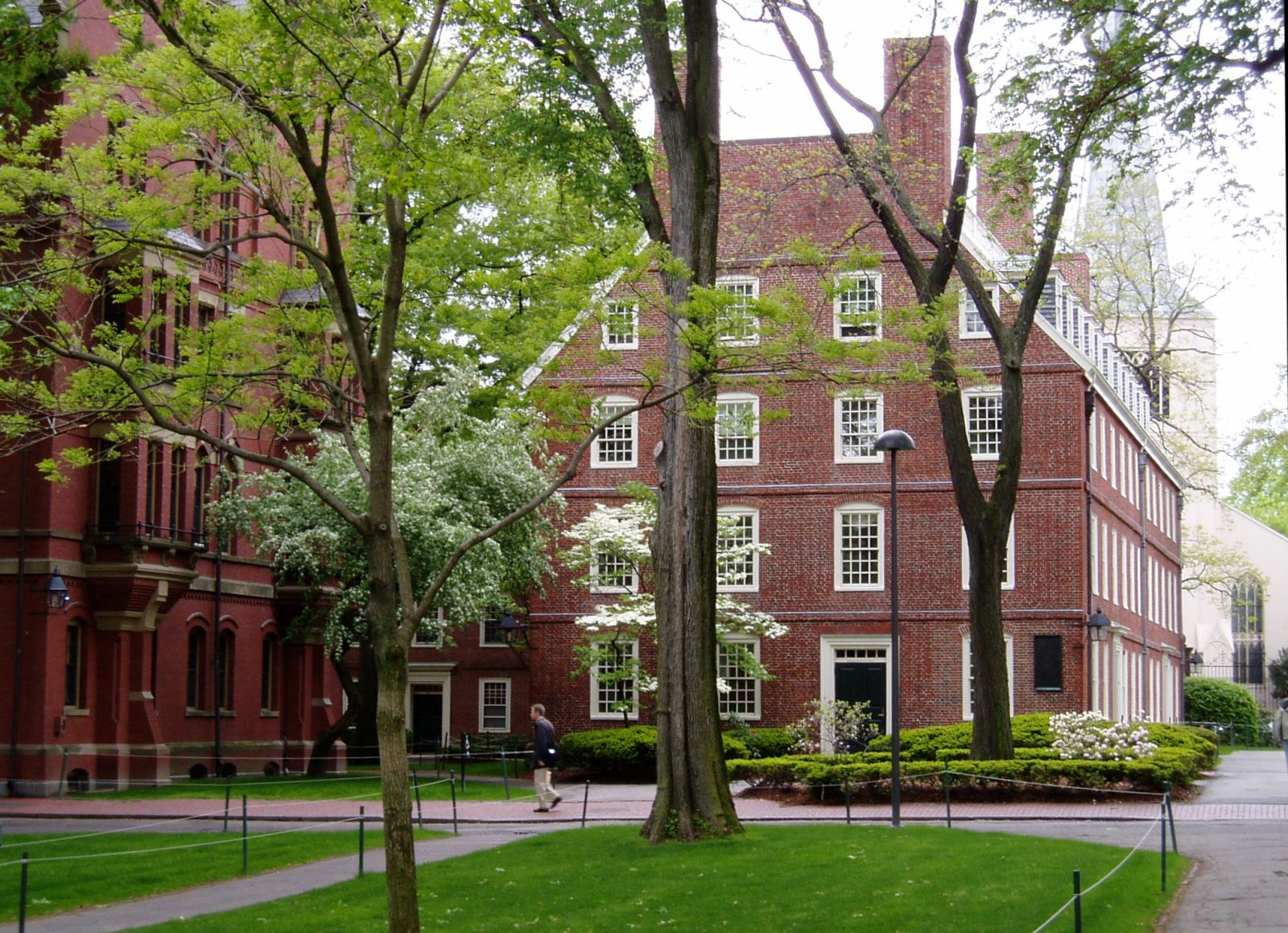
Massachusetts Hall

Anfang der zwanziger Jahre war Whitehead nicht nur einer der angesehensten Logiker und Mathematiker (er schrieb beispielsweise den Artikel „Mathematik“ für die 11. Auflage der Encyclopædia Britannica), sondern auch ein ebenso beachteter Wissenschaftsphilosoph. Am 6. Februar 1924, Whitehead war 63 Jahre alt, erhielt er eine Einladung für eine auf zunächst fünf Jahre befristete Philosophieprofessur ohne inhaltliche Beschränkung an die Harvard-Universität in Cambridge (Massachusetts, USA), die er im Oktober desselben Jahres antrat. Schnell wurde er dort dafür bekannt, dass er mit seinen Vorlesungen keine Rücksicht auf die Fähigkeit seiner Zuhörerschaft nahm, seinen komplexen und inhaltsschweren Ausführungen zu folgen.
Während seiner Zeit in Amerika nahm Whitehead mehrere Gastprofessuren im Land an. In Amerika und im amerikanischen Pragmatismus, insbesondere in der von Peirce vertretenen Form, sah Whitehead auch in philosophischer Hinsicht die „Zukunft“.

### Kritik des Wissenschaftlichen Materialismus
Aus mehreren Vorlesungen im Rahmen der Lowell Lectures an der Universität Boston ist eines seiner bemerkenswertesten Bücher hervorgegangen. In Science and the Modern World (1925) kritisiert Whitehead den in den Naturwissenschaften verbreiteten Materialismus als die Folge des Irrtums, der die abstrakten Systeme der mathematisch formulierten Physik für die Wirklichkeit hält. Den Ausgangspunkt dieser Entwicklung sieht er im Beginn der naturwissenschaftlichen Forschung des 17. Jahrhunderts, als sich Wissenschaft und Philosophie den zunehmend getrennten Bereichen Natur und Geist zuwendeten. Dies kommt für Whitehead letztlich einer „Entsubjektivierung der Natur“ und einer „Denaturalisierung des Subjekts“ gleich. Diese Trennung des Menschen und seiner Erfahrung von einer postulierten objektiven Wirklichkeit im Newtonschen Wissenschaftsbild war ein häufiger Ansatzpunkt für Whiteheads Kritik und der Ausarbeitung seiner prozessorientierten Metaphysik.
Ebenfalls auf der Grundlage von Vorlesungen folgten zwei weitere Schriften, in denen Whitehead seinen neuen philosophischen Ansatz ausbaute. In Religion in the Making (1926) entwickelt er die Idee eines immanenten Gottesverständnisses, das in der Prozesstheologie aufgenommen wurde. Eine eigenständige Theorie der Wahrnehmung, in der er sowohl den Empirismus David Humes als auch den Idealismus Kants kritisierte, legte er in Symbolism. Its Meaning and Effect (1927) vor.

### Process and Reality
Im Januar 1927 erhielt Whitehead von der University of Edinburgh in Schottland eine Einladung zu einer Vorlesungsreihe der berühmten Gifford Lectures zur natürlichen Theologie. Die angesetzten zehn Vorträge baute Whitehead später zu 25 Kapiteln aus. Die Veröffentlichung in Buchform 1929 wurde mit „Process and Reality. An Essay in Cosmology“ sein philosophisches Hauptwerk und eines der wichtigsten der westlichen Metaphysik. Ähnlich wie seine Gifford Lectures, denen die Zuhörer in Scharen wegliefen, wurde „Process and Reality“, das wegen seines schwierigen Gedankengangs und einer eigenwilligen Sprache als schwer verständlich galt, von der Fachwelt nur zögerlich aufgenommen.
In diesem Werk fällt auch Whiteheads berühmtes Zitat:

„Die sicherste allgemeine Charakterisierung der philosophischen Tradition Europas lautet, daß sie aus einer Reihe von Fußnoten zu Platon besteht.“

### Späte Schriften
„The Function of Reason“ (Funktion der Vernunft) aus dem Jahr 1929 ist eine eher wissenschaftstheoretische Betrachtung, die die Prozessphilosophie ergänzt. 1929/1930 war Whitehead Mary Flexner Lecturer am Bryn Mawr College. Diese Vorlesungen wurden zusammen mit anderen, die er am Dartmouth College und als Davis Lecturer in Columbia gehalten hatte, 1933 unter dem Titel The Adventures of Ideas (Abenteuer der Ideen) veröffentlicht. Whitehead bezeichnete diese Arbeit als eine Studie über den Begriff der Zivilisation und als Versuch, zu verstehen, wie es zur Entstehung zivilisierter Wesen kommt. Neben ideengeschichtlichen Themen ergänzte Whitehead hier sein Werk auch um ästhetische Betrachtungen. Schließlich erschien 1938, kurz nach Whiteheads Emeritierung, Modes of Thought (Denkweisen), in der er seine Vorlesungen an der Universität Chicago, die er bereits unter dem Titel Nature and Life (1933) veröffentlicht hatte, sowie Vorlesungen am Wellesley College von 1937/1938 zusammenfasste.

## Ruhestand und Würdigung
Nach seinem Schüler und Biographen Victor Lowe war Whitehead aufgrund seiner Höflichkeit und Hilfsbereitschaft ein beliebter Lehrer und Mensch, dazu klug, verbindlich, und ruhig, bisweilen aber stur. Lowe charakterisierte ihn als einen durch eine viktorianische Lebenshaltung geprägten Menschen. Neben einer ausgeprägten Intuition zeichneten Whitehead auch ein klarer Verstand, ein realistischer Geist sowie Güte und Weisheit aus. Seinen Ruhestand trat Whitehead erst 1937 im Alter von 76 Jahren an. Aber auch danach blieb er noch produktiv, hielt weiterhin Vorträge in Harvard und veröffentlichte unter anderem „Mathematics and the Good“ und „Immortality“ (beide 1941). Whitehead starb am 30. Dezember 1947; seine Leiche wurde auf seinen Wunsch hin verbrannt, die Asche wurde am 6. Januar 1948 auf dem Friedhof der Harvard Memorial Church beigesetzt. Ebenfalls auf seinen Wunsch hin wurden alle unveröffentlichten Schriften aus seinem Besitz verbrannt.
Whitehead erhielt viele Auszeichnungen während seiner Karriere. Die vielleicht wichtigste ist die Wahl in die Royal Society im Jahre 1903. Die Royal Society of Edinburgh verlieh ihm 1922 den James-Scott-Preis. Die Verleihung der Sylvester-Medaille im Jahre 1925 zeichnete seine Arbeit über die Grundlagen der Mathematik aus. Im selben Jahr wurde Whitehead in die American Academy of Arts and Sciences gewählt. Die Columbia University überreichte ihm ihre Butler-Medaille im Jahr 1930, und im darauf folgenden Jahr wurde er in die British Academy aufgenommen. Als Auszeichnung seines Lebenswerkes gilt die Verleihung des Order of Merit im Jahre 1945. Viele Universitäten verliehen ihm eine Ehrendoktorwürde, unter anderem Manchester, St. Andrews, Wisconsin, Harvard, Yale und Montreal.

## Prozessphilosophie
Viele Ansätze und Überlegungen der Whiteheadschen spekulativen Philosophie kulminieren in seinem Hauptwerk „Process and Reality: An Essay in Cosmology“ zu der heute so genannten „Prozessphilosophie“. Whitehead selbst nannte seinen Ansatz „Philosophy of Organism“, was meist mit „organismische Philosophie“, teilweise auch mit „organistische Philosophie“ oder „organische Philosophie“ übersetzt wird. Formaler Kernpunkt dieser Betrachtung ist die Strukturierung der Welt nach Ereignissen und nicht nach „Dingen“. Die Ereignisse spielen sich nach dieser Auffassung also nicht anhand der Dinge ab und können so auch nicht auf Dinge reduziert oder aus ihnen abgeleitet werden. Whitehead hält die gegebenen Ereignisse für die grundlegenden Elemente der Wirklichkeit. Er versucht so die Struktur der Erfahrung selbst und nicht die Kategorien Substanz und Qualität zum Ausgangspunkt aller Naturbeschreibung zu machen. Das organische Element drückt zum einen das Werden und Vergehen der Ereignisse aus. Zum anderen bezieht sich Whitehead damit auf die Eigenschaften von Organismen, die gleichzeitig von Zweck- und Wirkursachen bestimmt werden, und überträgt diese dann auf die elementaren Ereignisse.
Die Sichtweise unseres Alltagsverständnisses, aber auch die Sichtweise der Naturwissenschaften, die die Wirklichkeit als eine Ansammlung von Dingen (Materie, Energie usw.) beschreibt, wird demnach erst aus den Ereignissen durch Abstraktion abgeleitet. Diese Neudefinition der grundlegenden Elemente unserer Wirklichkeitsauffassung stellt sowohl die Lektüre als auch die Einordnung der prozessphilosophischen Werke Whiteheads vor andauernde Schwierigkeiten. Wie jede metaphysische Konzeption muss auch Whiteheads Ansatz bestehende Begriffe und Bedeutungsmuster übernehmen und diese einerseits mit logischer Schärfe begrenzen und andererseits für einen umfassenderen Gebrauch wiederum verallgemeinern. Dieser notwendigen Schwierigkeit der Neudefinition ist sich Whitehead bewusst, und er beschreibt sein Vorgehen explizit. Die wichtigsten Hilfsmittel zur Überprüfung der Brauchbarkeit seiner Terminologie sind für ihn dabei die Logik und die Kohärenz. Die bestehende Begriffsbildung der Wissenschaften folgt dagegen seiner Meinung nach zu sehr der Subjekt-Prädikat-Struktur der (englischen) Sprache sowie generell dem Dualismus zwischen Subjekt und Objekt als epistemologischer Kategorie. Dies erschwert das Verständnis und die Einordnung der metaphysischen Terminologie Whiteheads zusätzlich.
So wird beispielsweise der prozessphilosophische Ansatz häufig als Panpsychismus eingeordnet. Whitehead selbst sieht diese Beurteilung dagegen wiederum nur als Ausdruck der unzulänglichen „Ontologie der Dinge“. Der Gegensatz zwischen Materie und Geist wie bei Descartes oder zwischen transzendentaler, metaphysischer und physikalisch-empirischer Realität wie bei Kant ist demnach erst eine Folge dieser Unzulänglichkeit. Wird „Panpsychismus“ aus diesen Dualitäten heraus definiert, dann gilt er als eine idealistische Position, gegen die sich Whitehead aber vehement wehrt. Reiner Wiehl bezeichnet die Metaphysik der Prozessphilosophie als „revidierten Panpsychismus“ oder als „Pansubjektivismus“, da jedes „wirkliche Ereignis“ einen physischen und einen mentalen Pol besitze. David R. Griffin kreierte den Begriff panexperientialism (with organizational duality) für Whiteheads Sichtweise.

### Weitere Charakterisierungen und Folgen
Die wirklichen Ereignisse („actual entities“) als Grundbausteine der Wirklichkeit haben über das „Erfassen“ („prehension“) Anteil an allen anderen Ereignissen. Erfassen bedeutet so viel wie (unbewusste) Wahrnehmung oder Aufnahme eines Datums und stellt so das grundlegende, atomistische Element der Relation dar. Dieses Erfassen bezieht sich auf alle Arten von Abhängigkeiten, wie kausale und psychische Beeinflussung, aber auch intentionale. Überzeugungen und Bewertungen haben so Einfluss auf weitere Ereignisse. Nicht nur die Tatsache der Existenz eines Ereignisses, sondern auch die Art und Weise, „wie“ es geschieht, sind durch diese Bedingungen bestimmt. Sie repräsentieren somit die Vergangenheit eines Ereignisses und jedes Ereignis reflektiert letztlich die gesamte vergangene Wirklichkeit. Völlig gegensätzlich zur Substanz in der Substanzmetaphysik existieren wirkliche Ereignisse nicht unabhängig voneinander. Ein wirkliches Ereignis ist ein Produkt seiner Bezogenheit auf andere Ereignisse. Dagegen müssen Selbständigkeit und Autonomie oder auch die Vorstellung von einer Unabhängigkeit abgeschlossener Systeme nun aus dieser Wirklichkeit erst konstruiert werden. Relationalität innerhalb einer Substanzmetaphysik ist für Whitehead dagegen ein Unding. Jedes wirkliche Ereignis als erfahrendes Subjekt wird nach seiner Vollendung wiederum durch andere wirkliche Ereignisse als Objekt erfasst.
Ereignisse können durch ihre Bezogenheit aufeinander gruppiert werden. Ereignisse, die durch die wechselseitige Aufnahme von Informationen miteinander verbunden sind, nennt Whitehead einen Nexus (Verbindung, Zusammenhang). Die Einheit eines Nexus ergibt sich in der Wahrnehmung durch andere Ereignisse. Der größte Nexus ist die Welt selbst, alle anderen sind ihm gleichsam untergeordnet. Weiterhin können Ereignisse als „Gesellschaften“ („Societies“) aufgefasst werden. Eine Gesellschaft besteht aus einer Menge von wirklichen Einzelwesen, die sich bestimmte Charakteristika teilen und sich so gegenüber einer Umwelt abgrenzen. Hinzu kommt noch die Forderung, dass sich Gesellschaften selbst tragen, indem sie ihre eigenen zeitlosen Gegenstände beständig realisieren.
In Abgrenzung zum Nexus sind Gesellschaften zeitlich organisiert. Gesellschaften sind so Ausdruck der Objekte, die uns in unserem Alltagsverständnis begegnen, wie Menschen, Maschinen und andere Gegenstände unseres Alltags. Bei Whitehead können diese somit auch aus den Grundelementen seiner Metaphysik und nach seinen Anforderungen an Rationalität und Kohärenz konstruiert werden.
Mit der Konzeption der „ewigen Objekte“ kommt Whitehead der Philosophie Platons und seiner Ideenlehre sehr nahe. Wirkliche Ereignisse haben die Möglichkeit, bestimmte Eigenschaften zu realisieren. Diesen „reinen Möglichkeiten“ selbst schreibt Whitehead ebenso eine Existenz zu, eine Existenz, die sich konkret realisieren kann und die sich durch die konkreten Realisierungen in Ereignissen wiederum definiert. Diese Möglichkeiten gehen in die konkreten Ereignisse ein, sie werden von ihnen ebenso erfasst wie andere wirkliche Ereignisse. So lässt sich für Whitehead auch die relative Stabilität der Naturgesetze und Dinge erklären, die sich letztlich im Prozess des Werdens aber ebenfalls verändern.

### Verhältnis zur Naturwissenschaft
Whitehead sieht seine Philosophie in einer Kontinuität zu der Naturwissenschaft im Sinne ihres Verständnisses der Wirklichkeit. So integriert er die Ergebnisse naturwissenschaftlicher Theoriebildung als Kenner der zeitgenössischen Forschung (insbesondere der Physik und Biologie) und nimmt sie mit als Ausgangspunkt für seine philosophischen Konzeptionen. Andererseits wird die philosophische Disziplin der Metaphysik oft pauschal als unvereinbar mit einer positivistischen und naturalistischen Ausrichtung, wie sie die heutigen Naturwissenschaften und die Wissenschaftstheorie dominiert, angesehen. Allerdings werden unter den naturphilosophischen Elementen, die den Modellen der heutigen Naturwissenschaften zugrunde liegen, nur diejenigen dort auch explizit behandelt, die sich operationalisieren und mathematisch beschreiben lassen (z. B. Raum, Zeit). Andere grundlegende Begriffe wie die Kausalität kommen in der praktischen Wissenschaft dagegen höchstens implizit zur Geltung. Bei Whitehead ist das Prinzip der Kausalität dagegen schon in der Konzeption der relationalen Ereignisse explizit gegeben. Sein Anliegen ist es, keine naturphilosophischen Elemente vom Inhalt der Naturwissenschaft auszuschließen, indem dieser nicht auf numerisch-mathematische Kategorien reduziert wird. Denn die Forderung nach invarianten und allgemeingültigen Naturgesetzen sowie die Ausrichtung auf mathematische Beschreibbarkeit und technologische Nutzbarkeit verkürzen den Naturbegriff in den Naturwissenschaften nach Whiteheads Auffassung unangemessen. Die Konkretheit sinnlichen Erlebens und der „Fluss der Erscheinungen“, die die eigentliche, unmittelbare Wirklichkeit ausmachten, sei damit nicht erfassbar. Der Kosmos verliert nach Whitehead in der mechanistischen Deutung seine Qualität und wird auf die Quantität reduziert, die Qualität wird fortan lediglich dem Subjekt und seiner sinnlichen Erfahrung zugesprochen. So verzichtet die moderne Naturwissenschaft zugunsten einer mathematischen Abstraktion auch auf eine adäquate und umfassende Beschreibung der Wirklichkeit. Das Ideal der reinen empirischen Wahrnehmung ohne subjektive Qualitäten aus den Naturwissenschaften ist demnach eine nachgeordnete Vorstellung, die erst aus der Wiederholung konkreter Erfahrungen konstruiert wird.

#### Naturgesetze
Whitehead identifiziert drei unterschiedliche Positionen, die das Verhältnis der Naturgesetze zur Wirklichkeit ausdrücken.
1. Naturgesetze zwingen den Objekten von außen eine Gesetzmäßigkeit auf. Dies ist die klassische Position der Physik, wie sie durch Isaac Newton und Descartes formuliert wurde.
2. Die positivistische Lehre der bloßen Naturbeschreibung. Wirklichkeit kommt hierbei nur der konkreten Messung zu.
3. Die Lehre der immanenten Gesetze, wie sie von Whitehead bevorzugt wird.

Die Kritik an den Positionen 1 und 2 zieht sich durch den größten Teil seiner naturphilosophischen und wissenschaftstheoretischen Arbeit. Besonders die mathematische Physik erscheint Whitehead in vielerlei Hinsicht unbrauchbar zur adäquaten Beschreibung der Wirklichkeit. Die „Dinge“ sind hier sowohl voneinander als auch von den Gesetzen getrennt. Dies ist durch die konkrete Erfahrung aber nicht zu rechtfertigen. Weiterhin lässt sich so aus den Gesetzen weder das Wesen der Dinge herleiten noch umgekehrt aus der Beobachtung der Dinge auf die Gesetze schließen. Der notwendige Theismus in einer solchen Position war ihren Schöpfern im 17. Jahrhundert noch bewusst, wird aber heute meist übergangen.

#### Evolution und Teleologie
Ähnliches gilt für zweckgerichtete (teleologische) Aspekte in der Naturbeschreibung. Die grundlegenden Elemente der Realität werden für Whitehead nicht bar einer Zwecksetzung einfach nur dadurch, dass man sie genauer untersucht. Wert- und zweckfreie Konzeptionen sind deshalb in einer materialistischen Auffassung lediglich nebulöse Resultate einer konstruierten „Komplexität“ der Lebewesen. Whitehead bestreitet im selben Maße auch, dass Phänomene der Bewertung und Zwecksetzung weniger real sind als beispielsweise Phänomene der Gravitation. Bewertung und Zwecksetzung (bewusstseins-)idealistisch und die Gravitation realistisch zu beurteilen, ist demnach nicht gerechtfertigt. Wenn man die Evolutionstheorie voraussetzt und alles Leben als verwandt betrachtet, dann ist es „empirischer“, die Lebensformen nicht „von unten“ zu betrachten, sondern „von oben“. Der Zwang, spätere Lebensformen aus früheren zu erklären, ergibt sich nach Whitehead lediglich aus den konservativen Tendenzen in der Wissenschaft.
Die nach Whitehead zweifelsfrei vorhandenen axiologischen und teleologischen Phänomene dürfen daher nicht als „abgeleitet“ oder „irrelevant“ betrachtet werden. Teleologie ist vielmehr eine zentrale Eigenschaft lebender Systeme. Dabei werden in der Prozessphilosophie zukünftige Zustände durch gegenwärtige antizipiert, aber nicht deterministisch bestimmt. Die organische und anorganische Natur ist für Whitehead ebenso abhängig von Gefühlen und Intentionen. Eine wissenschaftliche Methode, die diese Ausdrucksbeziehungen erforschbar machen könnte, haben wir nach Whitehead allerdings noch nicht. Weiterhin sieht Whitehead die offensichtlichen Gegebenheiten eines biologischen Organismus als unvereinbar mit einer materialistischen und mechanistischen Auffassung, wie sie den biologischen Naturwissenschaften zugrunde liegt. Zu einem Organismus gehöre untrennbar eine Dauer des Funktionierens, die reine Verteilung von Materie definiere dagegen noch keinen Organismus.

### Gott
Als „subjektives Ziel“ bezeichnet Whitehead die Finalursache eines wirklichen Einzelwesens. Diese bestimmt zusammen mit den Erfassungen der reinen Daten als Wirkursache die Form des wirklichen Einzelwesens. Das subjektive Ziel bildet den Charakter des wirklichen Einzelwesens und kann somit nicht durch dieses selbst bestimmt sein. Um die Konsistenz des metaphysischen Ansatzes zu wahren, muss das Ideal jedes subjektiven Zieles demnach außerhalb liegen, wobei wiederum nur ein weiteres wirkliches Einzelwesen in Betracht kommt. Dieses spezielle wirkliche Einzelwesen muss alle Möglichkeiten zeitloser Gegenstände in sich vereinen und ebenso in die (begriffliche) Erfassung jedes anderen wirklichen Einzelwesens eingehen. Seine Existenz und Charakterisierung ist somit eine direkte Folge der ontologischen Struktur der organismischen Philosophie. Whitehead nennt dieses wirkliche Einzelwesen Gott. Gott umfasst somit alle zeitlosen Objekte und ermöglicht so eine Ordnung im Werden. Gleichzeitig geht er aber auch als wirkliches Einzelwesen in jede konkrete Erfahrung ein. Er ist damit bei Whitehead sowohl immanent als auch transzendent; transzendent als die Gesamtheit der Möglichkeiten, die den Wirklichkeiten gegenübergestellt sind, immanent als Teilhabe am Prozess der Wirklichkeit. Somit ändert sich Gott auch, indem er auf die Wirklichkeit bzw. die realisierte Auswahl der Möglichkeiten reagiert. Der Gott Whiteheads ist somit ein werdender Gott. Insofern gibt er auch keine finale Ordnung vor, sondern nur Ideale in einem pulsierenden Universum, in dem Ordnung und Chaos, Werden und Vergehen die wirkliche Natur ausmachen. Und Gottes Macht ist die Macht der Überredung, nicht des deterministischen Zwanges. Das „subjektive Ziel“ der wirklichen Einzelwesen ist von Gott beeinflusst, aber nicht bestimmt. Somit gibt es bei Whitehead auch kein eigenständiges göttliches Prinzip. Dieser Umstand wird oft als einer der wichtigsten Unterschiede zu konventionell theologischen Gottesbegriffen angesehen.
Die Religionsphilosophen John B. Cobb, David Ray Griffin, Roland Faber, aber besonders Charles Hartshorne entwickelten die Prozessphilosophie weiter zur Prozesstheologie. Besonders im Zusammenhang mit dem amerikanisch geprägten Pragmatismus erhielt dieser Ansatz eine gewisse Bedeutung. In diesem Bereich liegt auch die wichtigste Rezeption der Metaphysik Whiteheads. D. W. Sherburne entwickelte aus der Prozessphilosophie eine Konzeption ohne Gott, um zu zeigen, dass dieses Element in einer vollständigen prozessphilosophischen Metaphysik nicht notwendig ist.

### Zeit
Den „Irrtum einfacher Lokalisierung“ sieht Whitehead analog zum Raum auch im Umgang mit dem Zeitbegriff. So kann aus getrennten Zeitpunkten niemals ein Werden, eine Entwicklung oder ein Prozess abgeleitet werden. Die Lösung sieht er in einer Quantelung der Zeit, wie sie in den wirklichen Einzelwesen vollzogen ist. Das Werden dieser atomistischen Erfahrungen ist selbst nicht „in der Zeit“, sondern erst ihr Vollzug konstituiert Zeit auf der Beziehungsebene makroskopischer Prozesse. Den einzelnen Teilen eines wirklichen Einzelwesens kommt bei Whitehead keine separate Wirklichkeit zu, so dass man innerhalb einer elementaren Erfahrung nicht von einem Vorher und Nachher sprechen kann. Das Andauern in der Zeit ist dagegen eine Abstraktion von den wirklichen Ereignissen. Andauern bedeutet die ständige Wiederholung wirklicher Ereignisse (vgl. „Gesellschaften“), wobei sich eine Wiederholung immer nur auf bestimmte Charakteristika beziehen kann. Würde sich die gesamte Wirklichkeit wiederholen, gäbe es nichts, woran man dies feststellen könnte.
Die Welt hat für Whitehead somit keinen Anfang in der Zeit und kein Ziel. Da die Welt immer schon war, kann man nicht von einem umfassenden oder absoluten Ideal sprechen, auf das sich eine Entwicklung im Ganzen hinbewegen könnte. Das Ideal der Schöpfung ist also in den Grundelementen der Wirklichkeit direkt zu suchen. So ist für Whitehead die größtmögliche Intensität der Erfahrung für jedes wirkliche Einzelwesen das eigentliche Ziel.

### Vernunft und Wert
In Die Funktion der Vernunft („Function of Reason“) (1929) entwickelt Whitehead einen Vernunftbegriff, der den tatsächlichen Lebensbedingungen der Organismen angepasst ist. Vernunft leitet sich danach nicht nur vom Überleben eines Lebewesens, sondern ebenso vom „gut leben“ und vom „besser leben“ ab. Die Kunst zu leben besteht darin, dass man erstens überhaupt lebt, zweitens auf eine befriedigende Weise lebt und drittens einen noch höheren Grad von Befriedigung erreichen kann. Anorganische Strukturen sind oft perfekt im Andauern, sie sind dadurch aber nicht vernünftiger. „Gut leben“ und „besser leben“ sind für Whitehead die wertschaffenden Ziele der Lebewesen. Das bloße Andauern tritt hinter der Intensitätssteigerung im Erleben zurück. Demnach ist es für Whitehead falsch, das Andauern der unbelebten Dinge zum alleinigen Maßstab eines Vernunftbegriffes in den Naturwissenschaften zu machen.
Wert kommt so den wirklichen Einzelwesen selbst zu und wird von Whitehead beschrieben als das Maß der Selbstverwirklichung in Bezug auf das Ideal des subjektiven Zieles. Je intensiver das Erleben der eigenen Subjektivität, desto höher ist der Wert des Ereignisses. Eine Steigerung dessen ist durch die Annäherung an das Ideal Gottes, aber auch durch ein höheres Maß an Freiheit, das den wirklichen Einzelwesen mitgegeben ist, möglich. Das Ideal der Schöpfung selbst ist gleichsam die größtmögliche Intensität aller Einzelwesen. Wertigkeit setzt in diesem Sinn Differenz voraus. Den indifferenten Objekten der wissenschaftlichen Abstraktionen kann nach Whitehead somit kein Wert zukommen.

### Kreativität
Das Prinzip des Entstehens und Vergehens der wirklichen Einzelwesen ist für Whitehead nichts anderes als die Erfahrungstatsache der Kreativität. In der Metaphysik Whiteheads nimmt sie den Stellenwert einer Akzidienz ein und existiert nicht nur als Eigenschaft der Einzelwesen, sondern bildet zusammen mit dem Begriffspaar des Einen und des Vielen eine eigene Kategorie. In der Rezeption bleibt umstritten, welchen Stellenwert das Prinzip der Kreativität im Hinblick auf die Beschreibung der Welt einnimmt. Als reine Eigenschaft des Prozesses des Werdens verstanden, kommt ihr entweder lediglich eine abstrakte oder eine beschreibende Rolle zu. Als übergreifendes, strukturierendes Prinzip könnte Kreativität andererseits nicht nur auf den Seinsgrund verweisen, sondern auch den Erkenntnisgrund beschreiben.

## Einflüsse

### Mathematik und Philosophie
Als junger Mathematiker führte Whitehead Ansätze und Arbeiten im Bereich der Logik und Mathematik fort, die von Gottlob Frege, George Boole, Giuseppe Peano und Hermann Graßmann im 19. Jahrhundert begonnen wurden. Die „Treatise of Universal Algebra“ ist eine der letzten bedeutenden Arbeiten auf dem Gebiet einer „Algebra der Logik“, die inhaltlich in der Tradition der booleschen Algebra steht. In der „Principia Mathematica“ verwenden Russell und Whitehead dann aber ein Notationssystem, welches deutlich von Frege und Peano beeinflusst ist. Dies betrifft besonders Vorgehensweisen wie die axiomatische, von den bekannten algebraischen Strukturen losgelöste Festlegung von Elementen, Methoden und Symbolen.
Whitehead war ein großer Bewunderer Charles S. Peirces. Ähnlich wie Peirce sah er in den Entwicklungen der modernen Logik und Algebra über ihre Anwendung in der Mathematik hinaus ein neues Werkzeug zur Ausarbeitung einer Metaphysik, die den Erkenntnissen der Naturwissenschaften besser Rechnung tragen sollte. Russells Einfluss auf Whitehead ist eher gering. Zwar sympathisierten beide anfangs mit dem britischen Idealismus, aber je länger die Zusammenarbeit dauerte, umso stärker traten ihre unterschiedlichen philosophischen Positionen hervor.
In der Tradition der britischen Empiristen wie John Locke und David Hume geht Whitehead in seiner Arbeit stets streng empirisch vor. Jede naturphilosophische Feststellung und jede metaphysische Konstruktion versucht er aus der direkten Sinneserfahrung abzuleiten. Einen besonderen Einfluss haben auch die Arbeiten Henri Bergsons. Whitehead greift die Kritik Bergsons an der „Verräumlichung“ der Naturprozesse auf, die über die Anwendung in den Naturwissenschaften auch unser Alltagsdenken prägt. Bei Bergson besteht eine grundsätzliche Verschiedenheit zwischen der Dauer als Qualität der Erfahrung einerseits und der Zeit als quantitativem Begriff eines Zeitkontinuums andererseits. Die Erfahrung ist „unausgedehnt“, aber jede Art der Zeitmessung involviert eine Projektion der Dauer in den Raum. Im Hinblick auf die Beziehung der (wissenschaftlichen) Begriffe und Theorien zur Wirklichkeit ist Whitehead ein empirischer Realist wie Kant, dessen transzendentalen Idealismus er jedoch ablehnt. Whitehead hat sich ausdrücklich auf Leibniz’ Monadenlehre berufen. In Abgrenzung zur Monadenlehre versucht er Gesetzmäßigkeiten aus den Wechselbeziehungen der Monaden bzw. der wirklichen Einzelwesen selbst abzuleiten. Allgemeine Gesetze haben dagegen bei Leibniz ihren Ursprung in Gott und sind den Dingen äußerlich auferlegt.
Whitehead war einer der bedeutendsten Metaphysiker des 20. Jahrhunderts. Die Veröffentlichungen seiner wichtigsten philosophischen Werke in den Jahren 1920 bis 1940 fielen in eine Zeit, in der metaphysische Spekulation in der traditionskritischen Gegenwartsphilosophie kaum beachtet wurde. Das gilt in wechselndem Maß für alle positivistischen, sprachlogischen, marxistischen und existentialistischen Strömungen dieser Zeit. Einzig im Rahmen der Prozesstheologie hat sich eine breite und besonders in den USA bedeutende Rezeption von Whiteheads Prozessphilosophie etabliert. Sein Schüler Charles Hartshorne, der wichtigste Vertreter der Prozesstheologie, sieht die Ursache der Geringschätzung gar in der „Größe und Wahrheit“ der Philosophie Whiteheads selbst. Weitere bedeutende prozessphilosophische Arbeiten in der Tradition Whiteheads sind eher von Einzelnen bekannt, wie beispielsweise von Isabelle Stengers. Einige seiner Schüler wurden ebenfalls bekannte Philosophen mit eigenständigen Positionen: allen voran Bertrand Russell, aber auch Susanne K. Langer, William K. Frankena, Nelson Goodman, Willard Van Orman Quine und Donald Davidson.

### Naturwissenschaften
Das naturwissenschaftliche Denken Whiteheads ist besonders durch den Elektromagnetismus Maxwells und die Relativitätstheorie Einsteins beeinflusst. Die Begriffe „Feld“ und „Kraft“ hält Whitehead zur Naturbeschreibung für wesentlich geeigneter als die Begriffe „Objekt“ und „Bewegung“ des mechanistischen Weltbildes der vorrelativistischen Physik. In „The Principle of Relativity“ entwirft er eine eigene Gravitationstheorie. Sie zeichnet sich dadurch aus, dass der zugrunde liegende geometrische Raum und die an den Objekten sich entfaltende Gravitation in zwei getrennten Metriken dargestellt werden. Er folgt damit der direkten Einwirkung physikalischer Kräfte auf die Geometrie durch Einstein in der Allgemeinen Relativitätstheorie nicht, sondern verharrt auf der klassischen Trennung. Diese Veröffentlichung wurde allerdings weder von der Mathematik noch von der Physik weiter beachtet, obwohl dieser Ansatz heute als „bimetrische Gravitationstheorie“ bekannt und insofern praktikabel ist, als sie den drei klassischen Tests der Allgemeinen Relativitätstheorie nicht widerspricht. Nach Clifford Will ist Whiteheads Theorie jedoch experimentell widerlegt.
Viele bedeutende Ansätze und Erkenntnisse, die sich in den Naturwissenschaften im 20. Jahrhundert etabliert haben, wurden durch die Metaphysik Whiteheads antizipiert. So ist der statistische Charakter der Naturgesetze eine direkte Folge der Abstraktion der Gesetze aus den Strukturidentitäten der wirklichen Ereignisse. Dies entspricht weitgehend der Interpretation der Gesetze der Quantenphysik und ihrer Aussagekraft. Auch die heute diskutierte Veränderung der Naturgesetze im Lauf der Zeit lässt sich auf einfache Weise aus den metaphysischen Konstruktionen Whiteheads ableiten. Einflüsse von Whiteheads prozessphilosophischer Metaphysik zeigen sich unter anderem bei Naturwissenschaftlern wie Ilya Prigogine, Henry Stapp, Rudolf Haag und David Bohm. Der Physiker Roger Penrose und der Quantenbiologe Stuart Hameroff interpretieren (in einer sehr umstrittenen Theorie) wirkliche Ereignisse als theoretische Grundlage einer Formulierung elementarer Bewusstseinsprozesse. Auch die systemtheoretischen Ansätze von Ervin László und Fritjof Capra nimmt Whitehead mit seiner Lehre der existentiellen Verbundenheit alles Seins im Kern vorweg. Die von Whitehead begründete Mereotopologie dient als Grundlage für spezielle Bereiche und Anwendungen in der Erforschung der künstlichen Intelligenz.

## Werke
- A Treatise on Universal Algebra with Applications. [1898] Cambridge University Press, Cambridge 1960 (Online)
- Memoir on the Algebra of Symbolic Logic. American Journal of Mathematics, Vol. 23, No. 2 (Apr., 1901), S. 139–165 (Online)
- On Cardinal Numbers. American Journal of Mathematics, Vol. 24, No. 4 (Oct., 1902), S. 367–394 (Online)
- The Logic of Relations, Logical Substitution Groups, and Cardinal Numbers. American Journal of Mathematics, Vol. 25, No. 2 (Apr., 1903), S. 157–178 (Online)
- On Mathematical Concepts of the Material World, Philosophical Transactions, Royal Society of London, série A, Band 205, Dulau London 1906, S. 465–525.
- Liberty and the Enfranchisement of Women. Extract from the speech of A. N. Whitehead, Esq., Sc.D., at the Annual Meeting of the Cambridge Women’s Suffrage Association, Nov. 5, 1906 (Online)
- The Axioms of Projective Geometry, Cambridge University Press 1906
- The Axioms of Descriptive Geometry, Cambridge University Press 1907
- An Introduction to Mathematics. [Williams and Norgate, London 1911] Oxford University Press [1958] 1990, (Online), dt. Einführung in die Mathematik, Francke, Bern 1948
- Artikel: Mathematics in der Encyclopædia Britannica von 1911 (wikisource)
- Principia Mathematica (mit Bertrand Russell), 3 Bände, Cambridge University Press. 2. Aufl. 1925 (Band 1), 1927 (Bde. 2, 3).
- Space, Time and Relativity, Proceedings of the Aristotelian Society, n.s., vol. 16 (1915), 104–129
- La Theorie Relationiste de l'Espace. In: Revue de Metaphysique et de Morale 23 (1916), 423–454. Übersetzt durch P.J. Hurley: The relational theory of space. In: Philosophy Research Archives 5 (1979), 712–741[72]
- To the Master and Fellows of Trinity College, Brief vom 15. Juli 1916 zur Verteidigung von Bertrand Russell
- The Aims of Education (PDF; 76 kB), Presidential address to the Mathematical Association of England, 1916
- The Organization of Thought Educational and Scientific. Lippincott/Williams & Norgate, London 1917 (The Organisation of Thought: Vortrag vor der British Association for the Advancement of Science 1916, Teil 1, Teil 2)
- An Enquiry concerning the Principles of Natural Knowledge, Cambridge University Press [1919] Cambridge University Press 1925 (digitalisiert auf Wikisource)
- The Concept of Nature. [1920] Cambridge University Press 2004 (online), dt. Der Begriff der Natur, hrsg. R. Löw, Weinheim 1990
- The Principle of Relativity with Applications to Physical Science. [1922] Cambridge University Press 2004
- The Philosophical Aspects of the Principle of Relativity, Proceedings of the Aristotelian Society, n.s., vol. 22 (1922), 215–223
- Uniformity and Contingency, Proceedings of the Aristotelian Society, n.s., vol. 23 (1922), 1–18
- Science and the Modern World. [1925] Cambridge University Press 1997, dt. Wissenschaft und moderne Welt, Frankfurt am Main, Suhrkamp 1988
- Religion in the Making. [1926] mit einer Einführung von Judith A. Jones, Fordham University Press, New York 1996 (online), dt. Wie entsteht Religion? Übersetzt von Hans Günter Holl, Suhrkamp, Frankfurt 1985, ISBN 978-3-518-28447-6.
- Time. In: Proceedings of the Sixth International Congress of Philosophy, hrsg. von Edgar Sheffield Brightman, Longmans, Green and Co., New York & London 1927, 59–64, abgedruckt in: A.H. Johnson (Hrsg.): The Interpretation of science. Bobbs-Merrill, Indianapolis, New York 1961
- Symbolism, Its Meaning and Effect. [Macmillan, New York 1927] Fordham University Press, New York 1985 (online), dt. Kulturelle Symbolisierung, Suhrkamp, Frankfurt 2000, ISBN 978-3-518-29097-2.
- Process and Reality: An Essay in Cosmology. [Macmillan, New York 1929] korrigierte Ausgabe, hrsg. von David Ray Griffin und Donald W. Sherburne, The Free Press, New York 1979, dt. Prozeß und Realität: Entwurf einer Kosmologie, Suhrkamp, Frankfurt 1987, ISBN 978-3-518-28290-8.
- The Aims of Education and Other Essays. [Macmillan, New York 1929] The Free Press, New York 1985, dt. Die Ziele von Erziehung und Bildung und andere Essays. Herausgegeben, übersetzt und eingeleitet von Christoph Kann und Dennis Sölch, Suhrkamp, Frankfurt 2012, ISBN 978-3-518-29615-8.
  - Universities and Their Function (PDF; 64 kB). In: The Aims of Education and Other Essays, 91–101
- Function of Reason. (Princeton University Press 1929, online) Beacon Press 1971, dt. Die Funktion der Vernunft, Reclam, Stuttgart 1974
- Adventures of Ideas. [New York: New American 1933] The Free Press, New York 1957, dt. Abenteuer der Ideen, Suhrkamp, Frankfurt 2000
- Indication, classes, number, validation, Mind New Ser. 43 (1934), 281–297, 543 [corrigenda]
- Nature and Life. University of Chicago Press 1934
- Brief von AN Whitehead an seinen damaligen Assistenten Henry S. Leonard vom 10. Januar 1936 (Transkription und Kopie des handschriftlichen Originals im Anhang), mit einem ausführlichen Kommentar von Ronald Preston Phipps, Process Studies Supplement, Ausgabe 17 (2011) (PDF; 6,7 MB)
- Modes of Thought. [Macmillan New York 1938] online, New York: The Free Press 1968, dt. Denkweisen, Herausgegeben, übersetzt und eingeleitet von Stascha Rohmer, Frankfurt am Main.: Suhrkamp 2001, ISBN 978-3-518-29132-0.
- Essays in Science and Philosophy. Hrsg. Von Dagobert Runes Philosophical Library 1947
- mit Lucien Price: Dialogues of Alfred North Whitehead. 1954